# Tutore (diritto)
Il tutore, in diritto è il rappresentante legale di una persona che esercita una funzione di tutela, potendo essere, a seconda della legislazione, una persona fisica o una persona giuridica.

## In Italia
Il giudice tutelare nomina tutore colui che è stato designato da chi per ultimo ha esercitato la responsabilità dei genitori. Se questa designazione manca o se si oppongono gravi motivi, sarà scelta un'altra persona, preferibilmente fra i prossimi parenti (art. 348 c.c.).
Il tutore deve tenere una regolare contabilità della sua amministrazione e deve renderne conto ogni anno al giudice tutelare. Per abuso, negligenza, inettitudine, indegnità, insolvenza, il tutore può essere rimosso dall'ufficio (art. 384 c.c.); inoltre dovrà risarcire al minore i danni derivanti dalla cattiva amministrazione del patrimonio  o da altre violazioni dei propri doveri. 

### Provvedimenti di competenza
Nel caso che la magistratura ritenga che un tutore sia inaffidabile può prendere alcuni provvedimenti, come l'affidamento della prole, o comunque dei tutelati, a un'altra persona, multe o anche la carcerazione nel caso che  esso abbia sfruttato i suoi tutelati in maniera criminosa. 
Alcune legislazioni prevedono anche la libertà vigilata e l'impedimento a tempo indeterminato di tutelare altre persone.